# Periclina syctaria
Periclina syctaria là một loài bướm đêm trong họ Geometridae.